# Ottilie Wollmann
Ottilie Johanna Wollmann (geboren 8. März 1882 in Berlin; gestorben nach dem 9. Oktober 1944 im KZ Auschwitz) war eine deutsche Bildhauerin.

## Leben
Ottilie Wollmann war eine Tochter von Adolf Wollmann (* 1842) und Jenny Nathan (1857–1942), sie wohnten später in der Berliner Motzstraße. Sie studierte Bildhauerei bei Fritz Klimsch und Max Kruse. 1911 nahm sie mit der Plastik Heilige Elisabeth an der ersten Juryfreien Kunstausstellung teil. Sie war mit einer Plastik auf der Großen Berliner Kunstausstellung 1923 vertreten. Wollmann wurde 1929 Mitglied des Vereins Berliner Künstlerinnen (VdBK). Nach der Machtübergabe an die Nationalsozialisten 1933 wurde sie als Jüdin verfolgt. 1935 erhielt sie eine Auszeichnung für ihre Plastik „Mutter und Kind“ bei einer Ausstellung im Jüdischen Museum. Abraham Pisarek fotografierte sie 1937 bei der Arbeit an der Porträtbüste des Vorsitzenden des jüdischen Kulturbundes Kurt Singer.
Mit ihrer Mutter wurde sie mit dem Transport I/31, nr. 2445 am 27. Juli 1942 in das Ghetto Theresienstadt deportiert, wo ihre Mutter an den Haftbedingungen verstarb. Sie wurde von dort mit dem Transport Ep, nr. 200 am 9. Oktober 1944 in das KZ Auschwitz deportiert und dort ermordet.
Ein Abguss ihrer Bronze Gret Palucca war 2004 in der Ausstellung Das Ewig Weibliche im Gotischen Haus in Berlin-Spandau ausgestellt.

## Werke (Auswahl)
- Dynamischer Tanz. Gret Palucca (Gips, bronziert, 26 cm, um 1925; Museum Kunst der Verlorenen Generation, Salzburg)[6]

## Weitere Ausstellungen (Auswahl)
- 1929 Hamburg, Kunstsalon Maria Kunde[7]